# Nassau-Usingen
Nassau-Usingen var en Fyrstendømme i Det tysk-romerske Rige